# Espalais
Espalais ist eine französische Gemeinde mit 380 Einwohnern (Stand: 1. Januar 2022) im Département Tarn-et-Garonne in der Verwaltungsregion Okzitanien. Sie gehört zum Kanton Valence im Arrondissement Castelsarrasin. 

## Lage
Nachbargemeinden sind Golfech im Nordwesten, Valence im Nordosten, Merles im Südosten, Saint-Michel im Süden, Auvillar im Südwesten und Saint-Loup im Westen. Die Garonne durchquert die Gemeindegemarkung und bildet teilweise die Gemeindegrenze. Der Dorfkern befindet sich rechts und somit nördlich des Fließgewässers.

## Bevölkerungsentwicklung
| Jahr      | 1962 | 1968 | 1975 | 1982 | 1990 | 1999 | 2006 | 2015 |
| --------- | ---- | ---- | ---- | ---- | ---- | ---- | ---- | ---- |
| Einwohner | 248  | 236  | 240  | 304  | 367  | 286  | 381  | 401  |